# Csécsy Imre
Csécsy Imre (Budapest, 1893. október 15. – Budapest, 1961. február 6.) magyar polgári radikális politikus, író, politikai író, műfordító, országgyűlési képviselő, a Társadalomtudományi Társaság elnöke.

## Élete
Csécsi Mór államhivatalnok és Pásztor Anna fiaként született. Az első világháború előtt a Nyugatban és a Huszadik Században publikált. 1913–1914-ben a Galilei Kör tagja, mint galileista kapcsolódott a szabadkőműves mozgalomhoz. 1914-ben az Új Magyar Szemle szerkesztője volt. 1918-ban Jászi Oszkárnak, a Társadalomtudományi Társaság vezető egyéniségének és a Huszadik Század főszerkesztőjének titkára lett a nemzetiségi minisztériumban, a külügyminisztériumban. Később a Külügyi Népbiztosságon töltött be tisztségeket. 1919–1921 között szerkesztette a Világ című radikális napilapot, majd a lap munkatársa lett. Publikált az Auróra című politikai hetilapban, 1934–1939 között szerkesztője volt a Századunk (1926–1939) című folyóiratnak, amely valójában a Huszadik Század (1900–1919) című polgári radikális szellemiségű tudományos orgánum folytatása. 1943–1944-ben Bajcsy-Zsilinszky Endre Szabad Szó című lapjának munkatársa volt. 1944-ben megalapította az illegális Magyar Radikális Pártot, amelynek tagjai a Polgári Demokrata Pártból váltak ki; 1945–1948 között a párt elnöke volt. 1947-ben képviselővé választották. 1947–1949 között újraindította a Huszadik Századot. 1949-ben nyugdíjazták, ezután haláláig fordítással foglalkozott.
Csécsy polgári demokratikus szellemisége és munkássága a Nyugat, az Új Magyar Szemle, a Huszadik Század, a Világ, a Századunk, a Szabad Szó, az 1945 után újraindított Huszadik Század hasábjain bontakozott ki. 1949-től következett a kényszerű hallgatás, s ezen időszak alatt a francia felvilágosodás jeles filozófusának, Montesquieu-nek műveit fordította.

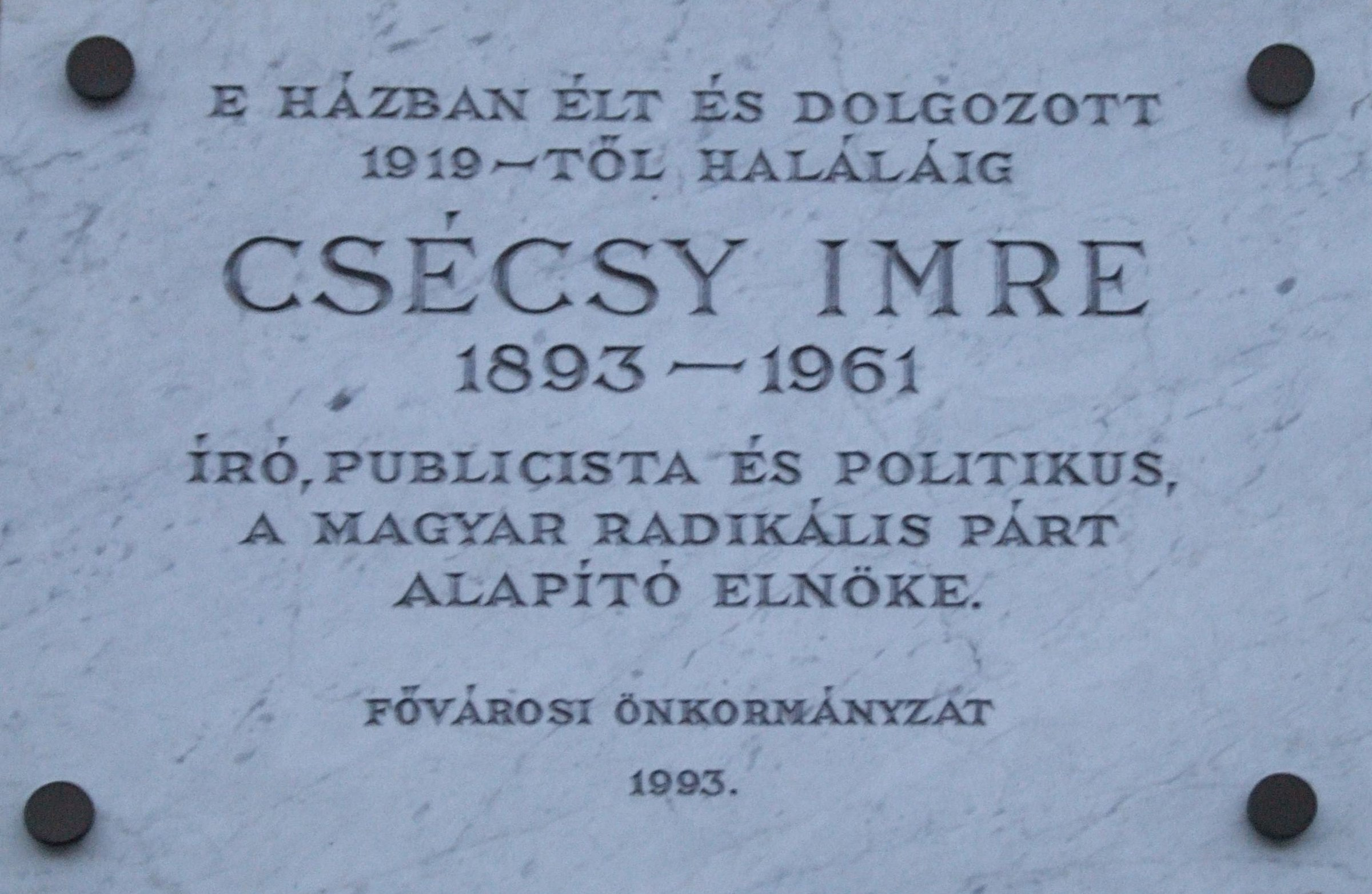
Emléktáblája:
I. kerület Pauler utca 19.

## Könyvekben megjelent írásai
- Az élet felé : (elbeszélések) (1912)
- A Balkán probléma. Jászi Oszkár előszavával (1912)
- Világos pillanat : adatok az 1941-1943. évek történetéhez (1946)
- Ha Hitler győzött volna (1947)
- Megbukott-e a demokrácia? Válogatott írások. (szamizdat) H.n. é.n.
- Radikalizmus és demokrácia : Csécsy Imre válogatott írásai / szerk., bev. Valuch Tibor ; utószó: Szalai Pál ; bibl. összeáll. Kerékgyártó Béla, Valuch Tibor (1988)
- A törvények szelleméről / Montesquieu, Charles Louis de Secondat. Ford. Sebestyén Pállal. (Akadémiai, 1962)  (Utószó Hahner Péter, Osiris, 2000)